# Franz Georg von Glasenapp

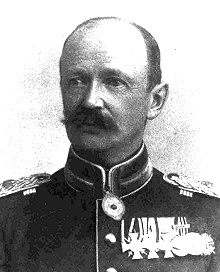
Franz Georg von Glasenapp

Franz Georg von Glasenapp (* 18. Januar 1857 in Labes; † 15. August 1914 in Potsdam) war ein preußischer Generalleutnant und Kommandeur der Schutztruppen im Reichskolonialamt (Oberkommando der Schutztruppen).

## Leben

### Familie
Seine Eltern waren der preußische Oberstleutnant Georg von Glasenapp (1819–1891) und dessen Ehefrau Therese von Glasenapp (* 1824). Sein Vater erhielt am 29. März 1858 die preußische Adelslegitimation.
Franz Georg von Glasenapp heiratete am 25. Juni 1891 Margarethe Calandrelli, Tochter des Bildhauers, Mitglied des Senats der Akademie der Künste und Professors Alexander Calandrelli.

### Militärkarriere
Glasenapp ging 1884 mit Freiherr von der Goltz nach China, wo er beim Vizekönig Li Hongzhang als Reorganisator der Truppen der Provinz Petschili drei Jahre lang tätig war. Die deutschen Instruktionsoffiziere brachten die chinesischen Truppen in kurzer Zeit auf einen beachtlichen Ausbildungsstand.
1885 meldete sich General Tseng, ein wichtiger Militärpolitiker Chinas, bei Bismarck und bat um deutsche Unterstützung bei der Modernisierung der chinesischen Armee. Der Reichskanzler stellte ihm Georg von Glasenapp zur Verfügung. In diesem Zusammenhang errichtete die Firma Krupp eine eigene Vertretung in China, um die Waffenwünsche Chinas vor Ort besser entgegennehmen zu können.
Nach seiner Rückkehr war er längere Zeit zum Generalstab abkommandiert. Im Jahr 1900 wechselte er zur Marineinfanterie und ging mit einer erneuten Expedition nach China (Boxeraufstand). Glasenapp nahm an folgenden Gefechten teil: 11. September 1900 bei Liang-Hsiang-Hsien, 16. September 1900 Expedition nach Ba-da-thsu, 1. bis 10. Dezember 1900 Expedition nach Thsang und Yenshau, 5. Dezember 1900 Scharmützel bei Tsingtao und Yenschau. 1904 ging er mit dem Marine-Expeditionskorps nach Deutsch-Südwestafrika (Herero-Aufstand). Gefechte waren hier am 12. und 13. März 1904 an der Ovikokorero-Wasserstelle und am 3. April 1904 bei Okahawi, in ersterem wurde er leicht verwundet.

#### Aufstieg und China-Aufenthalte
Glasenapp trat am 23. April 1874 in das Colbergsche Grenadier-Regiment „Graf Gneisenau“ (2. Pommersches) Nr. 9 der Preußischen Armee in Kolberg ein und wurde dort Fähnrich und Secondeleutnant. Ab 1876 folgte seine Verwendung als Bataillonsadjutant. 1882 war er Dozent an der Kriegsschule Kassel. Am 6. Dezember 1884 wurde sein Abschied zwecks Auswanderung nach China bewilligt. Er war 1885 Premierleutnant im 8. Ostpreußisches Infanterie-Regiment Nr. 45 Insterburg, Darkehmen und wurde 1885–1887 Instrukteur in chinesischen Diensten. Am 28. Juli 1887 wurde er im 3. Magdeburgischen Infanterie-Regiment Nr. 66 wieder angestellt. Ab 1890 war er Hauptmann à la suite im Oldenburgischen Infanterie-Regiment Nr. 91, bevor er 1895 Kompaniechef im Infanterie-Regiment „Fürst Leopold von Anhalt-Dessau“ (1. Magdeburgisches) Nr. 26 in Magdeburg wurde. 1898 stieg er zum Major auf. 1899 wurde er unter Stellung à la suite des Großen Generalstabs der Armee zum Eisenbahn-Kommissar zu Straßburg ernannt.
Von 1900 bis 1901 nahm er am Feldzug in China als Chef des Stabes der Marine-Infanterie unter Generalmajor Paul von Hoepfner teil. 1901 war er Bataillonskommandeur im 3. Magdeburgischen Infanterie-Regiment Nr. 66, bevor er am 4. März 1902 als Kommandeur des II. Seebataillons in Wilhelmshaven amtierte.

#### Teilnahme am Niederschlagen des Herero-Aufstands
Am 21. Januar 1904 verließ der Dampfer Darmstadt Wilhelmshaven und ging nach schneller Fahrt am 9. Februar in Swakopmund vor Anker. Das Marine-Expeditionskorps unter Glasenapp, bestehend aus je zwei Kompanien des I. und III. Seebataillons als Marine-Infanterie-Bataillon, einer Maschinengewehr-Abteilung und dem Tross, dazu die Ablösungsmannschaft der Habicht, trafen in Swakopmund ein. Zusammen waren es 23 Offiziere, acht Ärzte und Beamte und rund 600 Mann, die seinem Kommando unterstellt waren. Am 23. Februar und am 1. März 1904 trafen weitere Verstärkungstransporte in Swakopmund ein. Die Ostabteilung unter Glasenapp hatte die Aufgabe, den Distrikt Gobabis „zu säubern“, und die Flucht der Herero über die Ostgrenze zu verhindern. Ihr war mit ihren meist unerfahrenen Soldaten (412 Mann) die schwerste Aufgabe zugefallen. Sie sollte ein Gebiet so groß wie Bayern kontrollieren, womit die kleine Truppe überfordert war. Am 14. Februar zogen die Einheiten von Windhuk los, um den Gegner zu suchen. Immer wieder erreichten sie gerade verlassene Siedlungen (sogenannte „Werften“), aber die Hereros waren nicht mehr zu sehen. Schließlich entschloss sich Glasenapp, den Spuren der Tetjo-Herero, die nach Westen gingen, zu folgen und nicht die Ostgrenze zu sperren. Da ihr Versorgungslager aber Gobabis war, wurden die Nachschubwege für die Ostabteilung immer länger. Bei dem Versuch, die Rinderherden der Tetjo-Herero zu requirieren, geriet ein Erkundungstrupp unter Glasenapp in einen Hinterhalt. Östlich von Omaruru an der Wasserstelle bei Otjihinamaparero fand das erste größere Gefecht statt. Der 13. März 1904 war für die Deutschen der schlimmste Tag des ganzen Feldzuges. Glasenapp stieß mit seinem Stabe, zahlreichen Offizieren und einer berittenen Abteilung von 36 Mann im Dorngebüsch auf die Nachhut der Herero, unter der Führung des Mbanderu-König Tjetjo. Er wurde in diesem ungünstigen Gelände umzingelt, wobei sieben Offiziere und dreizehn Mann fielen sowie drei Offiziere und zwei Mann verwundet wurden. Dies war ein schwerer Schlag für die Moral der deutschen Soldaten. Am 3. April 1904 stand die Truppe von Glasenapp erneut großen Hererogruppen gegenüber, mit denen sie bei Okaharui in ein Gefecht kamen. Beide Seiten erlitten große Verluste. Es wurde geschätzt, dass der deutschen Seite rund tausend feindliche Gewehre gegenübergestanden hatten. Ende April 1904 brachen bei der Kolonne Glasenapp verhängnisvolle Typhuserkrankungen aus, die fast mehr Opfer forderten als die Kugeln der Herero.
Am 3. Mai 1904 wurde Glasenapp mit der Führung des Marine-Expeditionskorps in Südwestafrika beauftragt. Am 12. Oktober 1904 wurde er von der Stellung als Führer des Marine-Expeditionskorps und des Kommandeurs des Marine-Infanterie-Bataillons entbunden, bekam aber 1904 den Oberbefehl über die sogenannte „deutsche Schutztruppe“ an Land in der Kolonie Deutsch-Südwestafrika. Am 16. März 1905 wurde er Kommandeur des I. Seebataillons, bevor er am 4. April 1908 Inspekteur der Marineinfanterie wurde. Am 18. Oktober 1908 schied er aus der Marineinfanterie aus. Anschließend war Glasenapp bis 6. April 1914 Kommandeur der Schutztruppen im Reichskolonialamt und wurde zwischenzeitlich am 19. Juli 1911 zum Generalmajor befördert. Mit Pension wurde Glasenapp unter Verleihung des Charakters als Generalleutnant schließlich zur Disposition gestellt.

## Orden und Ehrenzeichen
- Roter Adlerorden III. Klasse mit der Schleife und Schwertern[1]
- Kronenorden II. Klasse mit Schwertern am Ringe[1]
- Preußisches Dienstauszeichnungskreuz[1]
- Kommandeur II. Klasse des Ordens vom Zähringer Löwen[1]
- Bayerischer Militärverdienstorden II. Klasse[1]
- Mecklenburgisches Militärverdienstkreuz II. Klasse[1]
- Ehrenkomtur des Oldenburgischen Haus- und Verdienstordens des Herzogs Peter Friedrich Ludwig mit Schwertern[1]
- Komtur II. Klasse des Albrechts-Ordens mit Schwertern[1]
- Komtur des Hausordens vom Weißen Falken[1]
- Ehrenkreuz des Ordens der Württembergischen Krone mit Schwertern[1]
- Orden vom Doppelten Drachen I. Stufe der III. Klasse[1]
- Offizier des Ordens der Aufgehenden Sonne[1]